# Les Monts-Verts
Les Monts-Verts là một xã ở tỉnh Lozère trong vùng Occitanie, phía nam nước Pháp.